# Luigi Allemandi
Luigi Allemandi (født 8. november 1903, død 25. september 1978) var en italiensk fodboldspiller (forsvarer).
Allemandi blev verdensmester med Italiens landshold ved VM 1934 på hjemmebane, og spillede alle italiernes fem kampe i turnerigen. I alt nåede han at spille 24 kampe for landsholdet.
På klubplan repræsenterede Allemandi adskillige store klubber i hjemlandet, heriblandt Juventus, Ambrosiana (Inter) og Lazio.